# Tegengrenit
Das Mineral Tegengrenit ist ein sehr selten vorkommendes Oxid aus der Spinell-Supergruppe mit der Endgliedzusammensetzung (Mn3+0,5Sb5+0,5)Mg2+2O4. Es kristallisiert mit trigonaler Symmetrie und tritt in Form rubinroter, oktaederförmiger Kristalle von bis zu 1 mm Größe auf.
Typlokalität sind die Skarne der Jakobsberg-Eisen-Mangan-Lagerstätte bei Filipstad im mittelschwedischen Bergbaugebiet Bergslagen in der historischen Provinz Värmland, Schweden.

## Etymologie und Geschichte
1988 beschrieb eine Arbeitsgruppe um Pete J. Dunn den Spinell Filipstadit in Proben aus Långban. Ein zweites Vorkommen von Filipstadit beschrieben Dan Holtstam und Mitarbeiter fünf Jahre später. In Proben aus der kleinen Grube Jakobsberg, in der zwischen 1891 und 1918 sporadisch Manganerz abgebaut wurde, beschrieben sie neben Filipstadit eine weitere, ähnliche Phase X, die sie nicht genauer charakterisieren konnten. Ein besseres Handstück mit größeren Kristallen der „Phase X“ wurde von dem Mineraliensammler Torbjörn Lorin aus Örebro auf den Halden der Grube gefunden und ermöglichte Dan Holstam und Ann-Kristin Larsson im Jahr 2000 eine genaue Beschreibung dieser Phase. Den neuen Spinell benannten sie nach dem finnisch-schwedischen Montangeologen Felix Tegengren (1884–1980).
Das Typmaterial (Holotyp) des Minerals wird im Naturhistoriska riksmuseet in Stockholm (Schweden) unter den Katalog-Nr. 980408 aufbewahrt.

## Klassifikation
Die strukturelle Klassifikation der IMA zählt den Tegengrenit zur Spinell-Supergruppe, wo er zusammen mit Ahrensit, Brunogeierit, Qandilit, Ringwoodit, Filipstadit und Ulvöspinell die Ulvöspinell-Untergruppe innerhalb der Oxispinelle bildet.
Da der Tegengrenit erst 1987 als eigenständiges Mineral anerkannt wurde, ist er in der seit 1977 veralteten 8. Auflage der Mineralsystematik nach Strunz noch nicht verzeichnet.
Im zuletzt 2018 überarbeiteten und aktualisierten Lapis-Mineralienverzeichnis nach Stefan Weiß, das sich im Aufbau noch nach dieser alten Form der Systematik von Karl Hugo Strunz richtet, erhielt das Mineral die System- und Mineral-Nr. IV/B.05-065. In der „Lapis-Systematik“ entspricht dies der Klasse der „Oxide und Hydroxide“ und dort der Abteilung „Oxide mit dem Stoffmengenverhältnis Metall : Sauerstoff = 3 : 4 (Spinelltyp M3O4 und verwandte Verbindungen)“, wo Tegengrenit zusammen mit Harmunit, Hausmannit, Hetaerolith, Hydrohetaerolith, Iwakiit, Marokit, Filipstadit, Wernerkrauseit und Xieit die unbenannte Gruppe IV/B.05 bildet.
Die von der IMA zuletzt 2009 aktualisierte 9. Auflage der Strunz’schen Mineralsystematik ordnet den Tegengrenit ebenfalls in die Abteilung der Oxide mit Stoffmengenverhältnis „Metall : Sauerstoff = 3 : 4 und vergleichbare“ ein. Diese ist weiter unterteilt nach der relativen Größe der beteiligten Kationen, sodass das Mineral entsprechend seiner Zusammensetzung in der Unterabteilung „Mit ausschließlich mittelgroßen Kationen“ zu finden ist, wo es zusammen mit Chromit, Cochromit, Coulsonit, Cuprospinell, Filipstadit, Franklinit, Gahnit, Galaxit, Hercynit, Jakobsit, Magnesiochromit, Magnesiocoulsonit, Magnesioferrit, Magnetit, Manganochromit, Nichromit (N), Qandilit, Spinell, Trevorit, Ulvöspinell, Vuorelainenit und Zincochromit die „Spinellgruppe“ mit der Systemnummer 4.BB.05 bildet.
In der vorwiegend im englischen Sprachraum gebräuchlichen Systematik der Minerale nach Dana hat Tegengrenit die System- und Mineralnummer 07.02.13.02. Dies entspricht ebenfalls der Klasse der „Oxide und Hydroxide“ und dort der Abteilung „Mehrfache Oxide“, wo das Mineral zusammen mit Filipstadit in der unbenannte Gruppe 07.02.13 innerhalb der Unterabteilung „Mehrfache Oxide (A+B2+)2X4, Spinellgruppe“ zu finden ist.

## Chemismus
Reiner Tegengrenit hat die Endgliedzusammensetzung (Mn3+0,5Sb5+0,5)Mg2+2O4. Für den Tegengrenit aus der Typlokalität wird folgende empirische Zusammensetzung angegeben:
- (Sb5+0,50Mn3+0,23Si4+0,06Ti4+0,04Al3+0,03Fe0,02)Mg2+1,22Mn2+0,82Zn2+0,07O4[4]

## Kristallstruktur
Tegengrenit kristallisiert mit trigonaler Symmetrie der R3 (Nr. 148) und den Gitterparametern a = 16,0285(9) Å und c = 14,8144(8) Å und 42 Formeleinheiten pro Elementarzelle mit der Struktur von Spinell.

## Bildung und Fundorte
Tegengrenit wurde bislang (2024) ausschließlich in Manganlagerstätten des Långban-Typs in Schweden gefunden. Die marinen Kalksteine, die zusammen mit Vulkaniten auftreten, wurden zunächst metamorph verändert. Bei den maximal auftretenden Bedingungen der Amphibolit-Fazies von 2 kbar und 650 °C bildete sich zunächst Hausmannit. Bei sinkenden Temperaturen und Drucken kristallisierte Tegengrenit oft direkt auf Hausmannit oder isoliert in Calcit.
In der Typlokalität von Tegengrenit, der Jakobsberg-Eisen-Mangan-Lagerstätte bei Filipstad im mittelschwedischen Bergbaugebiet Bergslagen in der historischen Provinz Värmland in Schweden, tritt Tegengrenit zusammen mit Haumannit, Calcit, Brucit, Klinohumit, Dolomit, Kupfer, Kinoshitalit, Bindheimit, Barytocalcit und Cerussit auf.
Auch die beiden weiteren dokumentierten Vorkommen, die Grube Långban und das Nordmark Odal Feld, liegen in der Gemeinde Filipstad.